# نانگ
نانگ، روستایی در دهستان سرخون بخش مرکزی شهرستان بندرعباس در استان هرمزگان ایران است.

## جمعیت
بر پایه سرشماری عمومی نفوس و مسکن در سال ۱۳۹۵، جمعیت این روستا برابر با ۶۱۹ نفر (۱۸۴ خانوار) بوده‌است.